# Realphilosophie
Der Begriff Realphilosophie geht auf Hegel zurück. Seine Jenaer Realphilosophie von 1805/1806 enthält Vorlesungen „zur Philosophie der Natur und des Geistes“. Hegel stellt die Realphilosophie der reinen Logik gegenüber: die Realphilosophie ist also ein Denken auf empirischer Grundlage. 
Der Philosoph Hegel beschäftigte sich in seinen realphilosophischen Vorlesungen u. a. mit Phänomenen der Astronomie und der Biologie, mit Überlegungen zu Intelligenz, dem freien Willen, Kunst, Religion und Wissenschaft. Gegenüber einer reinen Naturphilosophie zeichnet sich die Realphilosophie jedoch dadurch aus, dass sie auch gesellschaftliche und kulturelle Phänomene einbezieht. Sie umfasst somit sowohl Naturphilosophie als auch Kulturphilosophie.
In jüngerer Zeit erfährt der Begriff eine Renaissance. Der Publizist Gábor Paál verweist auf Parallelen zwischen dem Begriff der Realphilosophie und dem vom US-amerikanischen Literaturagenten John Brockman formulierten Anspruch einer „Dritten Kultur“ in der Wissenschaft. Realphilosophie bewege sich „an der Schnittstelle zwischen Wissenschaft und Philosophie. Sie stützt sich auf wissenschaftliche Erkenntnisse und fragt dort weiter, wo die empirische Forschung an ihre Grenzen stößt“. Die Idee einer Realphilosophie sei auch deshalb aktuell, da die Grenzen zwischen Natur-, Geistes- und Kulturphilosophie verschwimmen. „Das Geistige ist längst zum Gegenstand empirischer Naturwissenschaft geworden; die Natur und Technik zum Gegenstand von Philosophie und Geisteswissenschaften.“